# Universidade Airlangga
Universidade Airlangga (indonésio: Universitas Airlangga; em javanês: ꦈꦤꦶꦮ꦳ꦼꦂꦱꦶꦠꦱ꧀ꦄꦲꦶꦂꦭꦁꦒ , abreviado como Unair ou UA) é uma das mais antigas instituição de ensino superior da Indonésia. Ela é uma universidade pública situada em Surabaya, na província de Java Oriental.

## História
Estabelecida por regulamento do Governo Indonésio como universidade em novembro de 1954, a Universidade Airlangga possui raízes que remontam à Nederlandsch Indische Artsen School - NIAS, a Escola de Médicos das Índias Orientais Neerlandesas, instituição educacional criada em 8 de maio de 1913, durante a colonização holandesa da Indonésia.

## Campi
A Universidade Airlangga possui quatro campi:
- Campus A ou Campus Prof. Dr. Moestopo (Jalan): Faculdade de Medicina e Faculdade de Odontologia;
- Campus B Campus Airlangga (Jalan): Faculdade de Economia e Negócios, Faculdade de Farmácia, Faculdade de Direito, Faculdade de Ciências Sociais e Políticas, Faculdade de Psicologia, Faculdade de Humanidades, e Escola de Pós-Graduação; além da Faculdade de Estudos Vocacionais em Jalan Srikana;
- Campus C ou Campus Dr. Ir. H. Soekarno, Mulyorejo (Jalan): Faculdade de Medicina Veterinária, Faculdade de Saúde Pública, Faculdade de Ciências e Tecnologia, Faculdade de Pesca e Estudos Marinhos, Faculdade de Estudos Multidisciplinares e de Tecnologia Avançada, e Faculdade de Enfermagem;
- Campus Banyuwangi: campus externo com cursos de Aquicultura, Ciências Contábeis, Medicina Veterinária, e Saúde Pública.